# Didák Kelemen
Didák Kelemen, O.F.M. Conv. (1683 Baksafalva – 28. dubna 1744 Miskolc) byl uherský římskokatolický duchovní a minorita.

## Život
Narodil se roku 1683 v Baksafalvě (dnes Bocksdorf) v Sedmihradsku.
Studoval na škole v Târgu Secuiesc, kterou zřizovali minorité. Po studiu se rozhodl vstoupit do řádu, kde přijal řeholní jméno Didák. Následně byl poslán studovat na Prešovskou univerzitu, kde získal magisterský titul z teologie. Roku 1704 složil své řeholní sliby a o čtyři roky později byl vysvěcen na kněze.
Roku 1710 byl poslán do kláštera minoritů v Baia Mare, kde se stal představeným. Během povstání vedeného Františkem II. Rákóczim bylo město vystaveno několika zkouškám. Didák zde našel vypálený klášter a rozptýlené řeholníky po celém městě, kde se také šířil mor.
Svou službu zahájil mezi nemocnými, které ošetřoval, mrtvé pohřbíval a žebral peníze pro potřebné. Řeholníky znovu sjednotil do kláštera. Po skončení funkčního období v pozici představeného požádal o povolení navštěvovat obyvatele vesnic kolem Satu Mare, kterým se v té době nedostávalo duchovní vedení. I přes nepřátelství protestantského obyvatelstva se otec Didák snažil pečovat o ty nejchudší a nemocné.
Následně přešel do kláštera v Nyírbátoru, kde nechal zrekonstruovat jak klášter, tak i kostel.
Roku 1717 byl zvolen provinciálem. Jako provinciál nechal vystavět několik kostelů a otevřel kláštery v Kluži a Segedínu. Roku 1729 získal povolení ke zřízení kláštera v Miskolci. Často navštěvoval oblasti, které byly doslova misijními poli, protože kvůli osmanskému plenění a rozdělení Uherska existovalo několik vesnic, kde se křesťanství nevyskytovalo po dvě stě let.
Roku 1739 vypukla další morová epidemie. Otec Didák se opět staral o postižené touto nemocí. Zemřel 28. dubna 1744.

## Proces svatořečení
Proces byl zahájen roku 1753 a následně přerušen. Dne 28. dubna 1981 došlo k jeho obnovení.